# Dráhy Orlických hor
Dráhy Orlických hor je název projektu rozšíření železniční dopravy z Podorlicka do Orlických hor. Navrhovaná dráha má vést po trase Dobruška (návaznost na trať č. 023) – Ohnišov – Olešnice v Orlických horách – Sedloňov – Deštné v Orlických horách – Lomy (napojeno prodloužení tratě č. 021 ze Solnice) – Zdobnice – Říčky v Orlických horách – Rokytnice v Orlických horách (napojení na trať č. 022). Součástí projektu je i rekonstrukce stávajících tratí č. 021, 022 a 023. Pro začátek se nepočítá s elektrizací. Cílem má být podpora turistiky a mobility pracovních sil. 
Nová trať v úseku Dobruška – Olešnice – Deštné – Lomy – Solnice má být dlouhá 45 km a náklady na stavbu se odhadují na tři a půl miliardy korun. Trať Lomy – Rokytnice by byla dlouhá 24 km a náklady se odhadují na 1,7 miliardy korun. 

## Postoje k projektu a jeho reálnost
Jako hlavní popularizátor vystupuje Ing. Petr Tejkl z Hradce Králové, kterého Orlické hory zajímají jako turistu. Projekt postupně propagoval od roku 2004, později získal záštitu od potenciálních investorů. V zimní sezóně 2005/2006 proběhla billboardová propagační kampaň. Myšlenku podpořil na svém sněmu 19. září 2005 svazek obcí Region Orlické hory, 20. ledna 2006 jej podpořil též Mikroregion Rychnovsko, v únoru 2006 závod Kvasiny společnosti Škoda Auto, podle zprávy na webu Českých drah je projekt podporován i vedením CHKO Orlické hory. Zástupce Českých drah pro Královéhradecký kraj František Čejka v srpnu 2005 označil projekt za v současné době nereálný, uskutečnitelný až ve vzdálené budoucnosti. Helmut Dohnálek, náměstek hejtmana Královéhradeckého kraje, se v srpnu 2005 vyslovil, že v dohledné době se myšlenka této železnice může stát reálnou, třebaže za současného stavu se jako rentabilní nejeví.
1. června 2006 bylo zainteresovaným subjektům a orgánům oznámeno, že firma Stavby silnic a železnic Pardubice zadala zpracování studie proveditelnosti, jejím zpracovatelem je Dopravní projektování Ostrava. Studii prozatím plně financují její zadavatel a zpracovatel a očekává se, že se formou grantu z fondů Evropské unie bude finančně na studii podílet i Královéhradecký kraj. 
5. října 2006 zorganizovalo město Vamberk pod záštitou Královéhradeckého kraje konferenci Současnost a perspektivy regionálních tratí, na níž vystoupili zástupci Ministerstva dopravy ČR, Královéhradeckého kraje, Dopravní fakulty Jana Pernera Univerzity Pardubice, Správy železniční dopravní cesty, Státního fondu dopravní infrastruktury, Českých drah, zástupci firmy Veolia Verkehr (Veolia Transport, u nás působící pod značkou Connex) pro Německo a Rakousko, a zástupce firmy Dopravní projektování s. r. o. Dráhy Orlických hor byly v centru zájmu této konference. 

## Historie projektů
Největší rozmach lokálních železničních tratí v Čechách proběhl v letech 1880–1914. V letech 1880–1922 existovalo mnoho vážně míněných námětů a projektů i na železnice v Orlických horách a okolí. Současnému projektu nejpodobnější byly tyto projekty z minulosti: 
- 1890 Josefov (dnes stanice Jaroměř) – Deštné v Orlických horách
- 1889, 1892, 1922 Nové Město nad Metují – Olešnice v Orlických horách – Sedloňov – Deštné v Orlických horách – Zákoutí
- 1908, 1922, 1945 Dobruška – Tis (směrem k Olešnici)
- 1909 Žamberk – Klášterec nad Orlicí – Bartošovice v Orlických horách – Neratov – Trčkov
- 1910, 1913 Letohrad – Rokytnice v Orlických horách – Deštné v Orlických horách
- 1922 Solnice – Deštné v Orlických horách

## Neuskutečněné projekty
- 1880: Opočno – Dobruška
- 1880: Doudleby nad Orlicí – Skuhrov
- 1889: Doudleby nad Orlicí – Nové Město nad Metují
- 1890: Josefov – Deštné
- 1889,1892, 1922: Nové Město nad Metují – Olešnice - Zákoutí
- 1889,1890: Opočno – Solnice
- 1889,1891: Smiřice – Žamberk
- 1894: Josefov – Kvasiny
- 1895: Žamberk – Kunvald – Rokytnice v Orlických horách
- 1895: Žamberk – Olešnice – Náchod
- 1896: Žamberk – Bystrzyca Kłodzka
- 1901: Hradec Králové – Lewin Kłodzki
- 1901: Josefov – Plasnice
- 1907: 1923: Nové Město nad Metují – Solnice
- 1908, 1922, 1945: Dobruška – Tis
- 1909: Hradec Králové – Opočno
- 1909: Žamberk – Trčkov
- 1910: 1913: Letohrad – Deštné
- 1913: Rokytnice v Orlických horách – Zákoutí (Deštné)
- 1922: Solnice – Deštné v Orlických horách